# Рекламно-сувенирная продукция

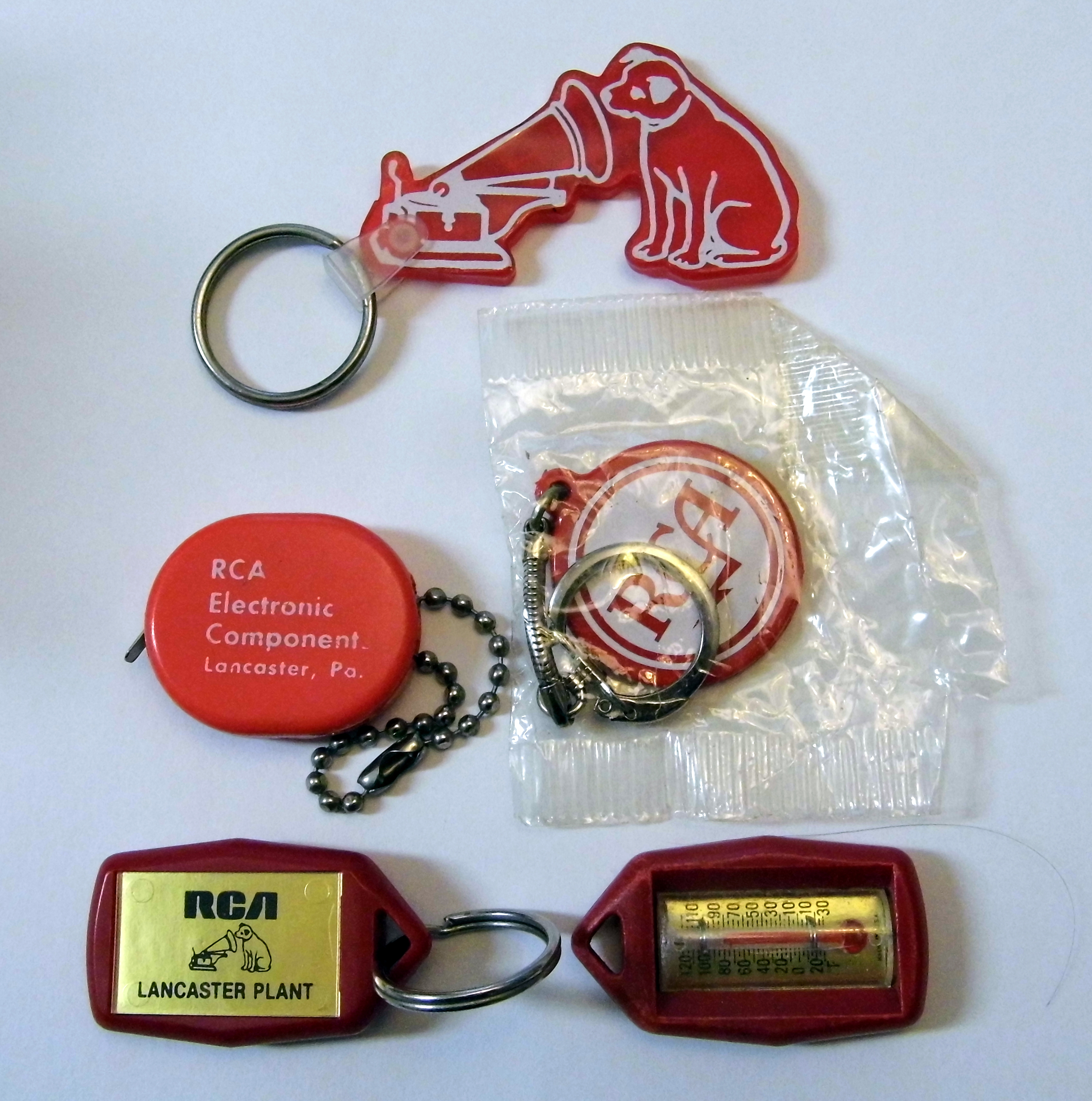
Брелоки компании RCA

Рекламно-сувенирная продукция — это вид изделий, используемых в качестве подарков, призов, раздаточных материалов в рекламных кампаниях, а также в виде корпоративных и бизнес-сувениров, чаще всего с нанесением логотипа или фирменного стиля заказчика на самом продукте или его упаковке. Часто в аналогичном контексте употребляются термины промоподарки, промосувениры, бизнес-подарки, корпоративный мерч. Промотовары являются одним из инструментов маркетинга.

## История
Традиционно считается, что первым рекламным сувениром был памятный значок, выпущенный в 1789 году, чтобы отметить избрание Джорджа Вашингтона первым президентом только что сформированных Соединенных Штатов Америки. В начале XIX века выпускались рекламные календари, линейки и различные сувениры из дерева, но до конца XIX столетия нельзя говорить о существовании индустрии создания и распространения промоподарков.
Родоначальником отрасли промоиндустрии считается Джаспер Мик, газетчик из Огайо, который в 1886 году придумал, как сделать так, чтобы его печатный станок не простаивал — он предложил хозяину местного обувного магазина печатать свою рекламу на холщовых сумках.
Успех Джаспера Мика породил конкуренцию — вскоре Генри Бич подхватил идею Мика, что, благодаря появлению конкуренции, способствовало развитию рынка промотоваров. Мик и Бич печатали рекламу на всем, что можно было засунуть под печатный пресс: головные уборы, фартуки, календари, веера, разные сумки и мешки. Со временем промоподарки становились все разнообразнее, а фирм, предлагающих их своим клиентам, появлялось все больше.
В 1904 году представители 12 американских производителей промопродукции решили создать отраслевую торговую ассоциацию. Так появилась существующая и по сей день Международная ассоциация промопродукции (Promotional Products Association International, PPAI), которая к концу 2018 года насчитывала больше 15000 членов.
Индустрия промопродуктов в Великобритании и Ирландии формально появилась в конце 1950-х годов, когда корпоративный маркетинг становился все более продуманным. Конечно, компании дарили подарки и до этого, но как таковой рекламно-сувенирной индустрии не существовало. Настоящий взрыв роста отрасли пришелся на 1970-е годы. В это время все больше и больше компаний осознали преимущества, которые приносит раскрутка бренда и продукции с помощью подарков, на которых красуется их логотип. Поначалу набор доступных продуктов был ограниченным, однако в начале 1980-х со стороны дистрибьюторов вырос спрос на каталоги универсальных промотоваров, которые можно было бы брендировать и потом дарить корпоративным клиентам. В дальнейшем эти каталоги могли «пере-брендироваться», чтобы отражать корпоративный стиль дистрибьюторов, которые могли предлагать их своим конечным клиентам как свои собственные. В те годы каталоги рекламных сувениров были основным инструментом продажи.
Вплоть до 1990-х годов в индустрии промоподарков можно было четко выделить пиковый сезон, когда и продавалось большинство промопродуктов — он приходился на Рождество и другие праздники, на которые все традиционно обмениваются подарками. Изменения были связаны с тем, что в мультикультурной Великобритании подарки на религиозный праздник перестали восприниматься как уместные. Кроме того, бренды становились все изобретательнее в своих маркетинговых кампаниях, рекламные сувениры использовались на протяжении всего года для раскрутки брендов, продукции и мероприятий. В начале XXI века стала меняться роль каталогов промотоваров, поскольку они больше не могли полностью отражать широчайший выбор сувениров на рынке. К 2007 году каталоги стали рассылаться по целевым клиентским базам, а не всем подряд, как раньше. Каталоги стали восприниматься как «визитные карточки», демонстрирующие концепцию того, что делает та или иная компания, а не исключительно в качестве инструмента продаж. Началось постепенное снижение использования напечатанных каталогов, которые стали вымещаться онлайн-каталогами.

## Промоиндустрия в России
На территорию России промотовары пришли после распада СССР. Рынок рекламных сувениров развивался постепенно. На сегодняшний день российские компании включены в глобальную систему производства и распространения рекламных сувениров. Однако местный рынок промотоваров значительно уступает аналогичным рынкам Европы и тем более США.
Объём рынка промоиндустрии в России по итогам 2024 года составил 66,2 млрд рублей. Крупнейшими регионами промоиндустрии являются Москва, на которую приходится более половины всего рынка, и Санкт-Петербург с долей в 17 %.

## Варианты использования рекламных сувениров
Промотовары во всем мире используются для раскрутки брендов, продуктов и популяризации корпоративного стиля. Их также дарят на мероприятиях, выставках или презентациях товаров и услуг. Промотовары могут быть использованы и некоммерческими организациями, чтобы привлечь внимание к определённым темам или мероприятиям по сбору средств на благотворительность.
Практически любой предмет может быть брендирован и использован в кампании продвижения. Самую большую долю американского рынка промопродукции, по данным 2015 года, занимает одежда, на которую приходится 32 % от общего числа продаж. Самыми популярными товарами в США являются футболки, посуда для питья, флешки, сумки, пишущие инструменты, верхняя одежда и т. д. (по данным ASI).
Большинство рекламных сувениров относительно невелики и недороги, однако встречаются и высококлассные дорогие вещи, которые могут вручаться, например, руководителям крупных предприятий, а также звездам на кинофестивалях и церемониях награждения — дорогой парфюм, кожаные аксессуары и электронные гаджеты.
Узнаваемость бренда — это основная цель рекламных сувениров. Другие цели, для которых используют промопродукты, это выстраивание отношений между сотрудниками и проведение корпоративных мероприятий, увеличение покупательского потока на выставках, пиар, привлечение новых клиентов, дилерские и дистрибьюторские программы, презентации новых продуктов, награды и премии сотрудникам, некоммерческие программы, программы внутреннего стимулирования и т. д. Промоподарки и способы их вручать отличаются от страны к стране и от культуры к культуре, а также в зависимости от места меняются сами типы используемых продуктов.
Промотовары редко покупаются непосредственно компаниями-заказчиками у производителей промотоваров. Прерогатива производителя — отбор и контроль производства сувениров. Но донесение его до потенциальных клиентов требует совершенно иных навыков и представляет собой сложный процесс. Дистрибьюторами называются компании, которые продают промотовары конечным клиентам (под конечными клиентами подразумевается компания или организация, покупающая промотовары для собственного использования). Эти компании-дистрибьюторы обладают опытом не только для того, чтобы вывести товар на рынок, но и для того, чтобы помочь клиенту подобрать оптимальное решение.

## Мерчендайз

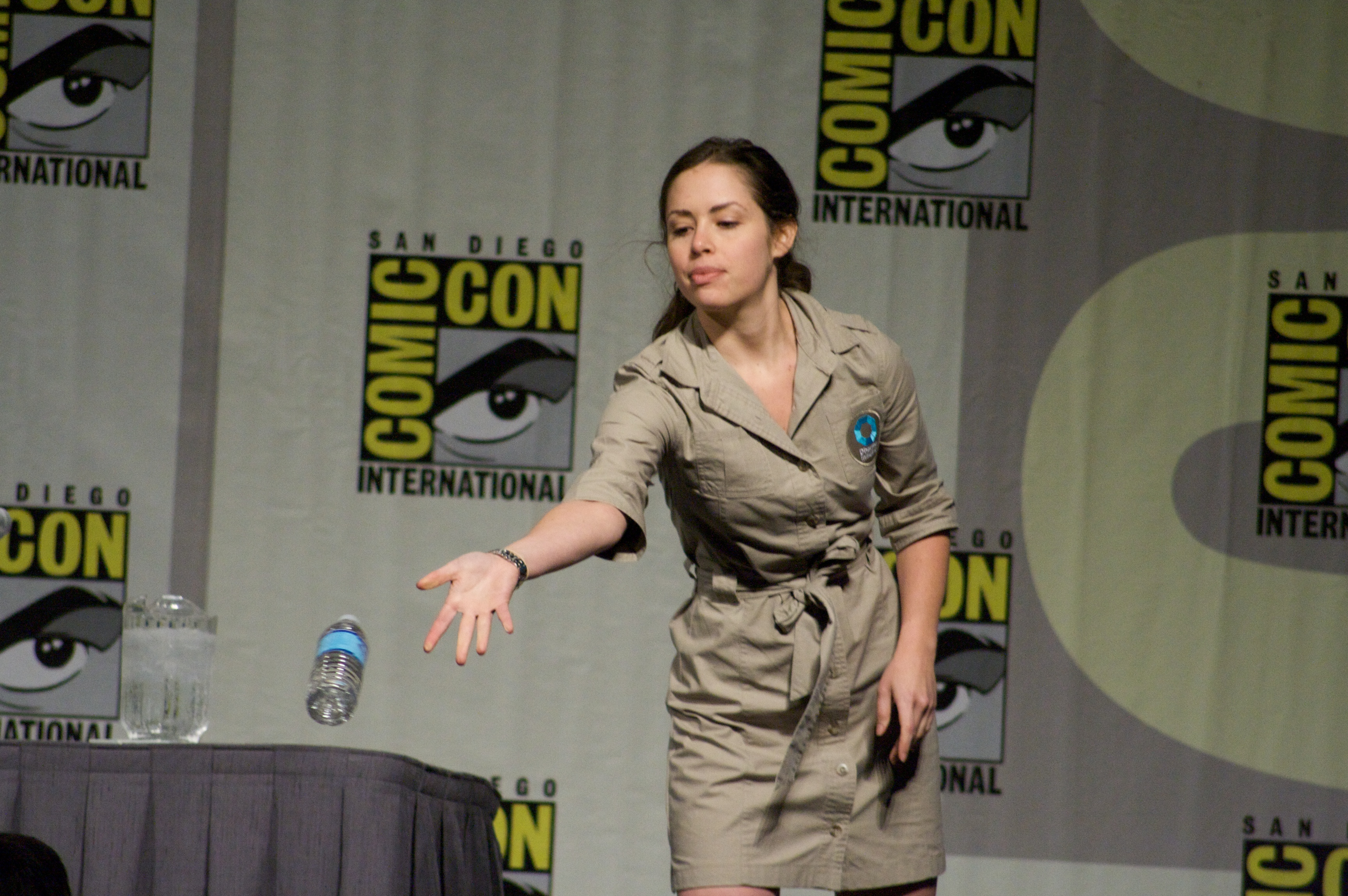
Женщина в костюме члена вымышленной компании Dharma Initiative из сериала «Остаться в живых» бросает бутылку с водой с логотипом вымышленной компании «Oceanic Airlines»

Сувенирная продукция брендов, знаменитостей, музыкантов, спортсменов называется мерченда́йз или сокращённо мерч (от англ. merchandise — продвигать, продавать).
Самая ранняя футболка, посвящённая концерту популярного артиста, была изготовлена фан-клубом Элвиса Пресли в конце 1950-х годов. В течение XX века множество рок-групп, включая Metallica, Nirvana и Guns N' Roses, создавали футболки и другие товары с крупным логотипом или другой тематической графикой для продажи на концертах или через другие каналы.

## Отраслевые ассоциации
Международная организация WAGE (World Advertising Gifts Exchange) основана в 1958 году и объединяет 17 стран (только по одному члену от каждой страны). Ранее включала Россию, которую представляла компания «Проект 111».
В Великобритании индустрия промоподарков представлена отраслевой ассоциацией BPMA (British Promotional Merchandise Association), основанной в 1965 г. Эта ассоциация представляет индустрию и обслуживают одновременно производителей и дистрибьюторов рекламных сувениров. BPMA предлагает много разнообразных сервисов, включая исследования рынка британской индустрии промопродуктов.
В США PPAI (Promotional Products Association International) — это некоммерческая организация, делающая самую большую отраслевую выставку (PPAI Expo), а также проводящая обучение и предлагающая юридическую поддержку своим членам. Другая организация, Advertising Specialty Institute (ASI), позиционирует себя как самая крупная медиа- и маркетинговая организация, обслуживающая рекламно-сувенирную индустрию.
В России с 2013 года существовала Национальная ассоциация рекламно-сувенирной индустрии (НАРСИ) — профессиональное объединение, основной задачей которого является построение, развитие и укрепление промоиндустрии в России, создание благоприятных рыночных условий для повышения качества обслуживания в отрасли, предоставление наиболее полной и достоверной информации конечным потребителям о продукте и игроках рынка, и поддержка работающих в отрасли профессиональных компаний для роста их бизнеса. К концу 2016 года в НАРСИ входило 39 членов. В настоящий момент организацию фактически заменил Комитет промоиндустрии АКАР, проводящий измерения объёма рынка и регулирующий отраслевые стандарты.